# Меджид Калакани
Меджид Калакани (Персидский مجید کالاکانی) — афганский военный и общественный деятель, лидер маоистской группировки Организация освобождения Афганского народа .

## Биография
Меджид родился в 1939 году недалеко от Кабула, в районе Калакан. Его отец и дед были казнены в 1945 году. После принятия в Афганистане новой конституции в 1977 году, он создал Организацию освобождения Афганского народа. В 80-е годы его организация участвовала в ожесточенных боях против советских войск в Афганистане. 27 февраля 1980 года, Меджида Калакани арестовали вблизи от Кабула. Его казнили 8 июня 1980 года.